# Luis Tipton
Luis Tipton (Turbo, Antioquia, Colombia, 28 de julio de 1992) es un exfutbolista colombiano. Jugaba de lateral izquierdo, durante toda su trayectoria profesional (2009-2020) perteneció al registro del Independiente Medellín y estuvo cedido en Real Cartagena, América de Cali y Envigado FC.

## Trayectoria
Inició su carrera en las inferiores del Independiente Medellín.
Realizó su debut como profesional el 15 de agosto de 2009 cuando su equipo le ganó 4-2 al Envigado Fútbol Club. En su debut hizo el pase gol a Jackson Martínez para que así su equipo consiguiera la segunda anotación de la noche. En el 2013 fue cedido en calidad de préstamo al Real Cartagena de la segunda división del fútbol colombiano 1 año en busca de sumar más minutos, con el equipo heroico la "rompió" jugando 47 partidos y anotando 6 goles, siendo ese año uno de los mejores jugadores de la B.
Tipton regresa al DIM en 2014 y sale campeón con el Medellín en el Torneo Apertura 2016, consiguiendo así su segundo título con el club y la sexta estrella para el equipo "poderoso".
El 13 de junio de 2017 fue presentado en Barranquilla por el Atlético Junior, negociación que se frustaria dos días después, bajo esta circunstancia Tipton volvió al Independiente Medellín y fue cedido al América de Cali. Después del América de Cali, actuó para el Atlético Huila en el segundo semestre de 2018.

## Estadísticas
| Club                                  | Temporada           | Liga  | Liga  | Copas | Copas | Internacional | Internacional | Total | Total |
| Club                                  | Temporada           | Part. | Goles | Part. | Goles | Part.         | Goles         | Part. | Goles |
| ------------------------------------- | ------------------- | ----- | ----- | ----- | ----- | ------------- | ------------- | ----- | ----- |
| Independiente Medellín · Colombia     | 2009                | 2     | 0     | -     | -     | 0             | 0             | 2     | 0     |
| Independiente Medellín · Colombia     | 2010                | 0     | 0     | 0     | 0     | 0             | 0             | 0     | 0     |
| Independiente Medellín · Colombia     | 2011                | 19    | 0     | 5     | 1     | -             | -             | 24    | 1     |
| Independiente Medellín · Colombia     | 2012                | 19    | 0     | 6     | 0     | -             | -             | 25    | 0     |
| Real Cartagena · (cedido) · Colombia  | 2013                | 34    | 5     | 13    | 1     | -             | -             | 47    | 6     |
| Real Cartagena · (cedido) · Colombia  | Total               | 34    | 5     | 13    | 1     | 0             | 0             | 47    | 6     |
| Independiente Medellín · Colombia     | 2014                | 21    | 2     | 8     | 1     | -             | -             | 29    | 3     |
| Independiente Medellín · Colombia     | 2015                | 15    | 1     | 5     | 0     | -             | -             | 20    | 1     |
| Independiente Medellín · Colombia     | 2016                | 21    | 2     | 5     | 0     | 1             | 0             | 27    | 2     |
| Independiente Medellín · Colombia     | 2017                | 1     | 0     | 0     | 0     | 0             | 0             | 1     | 0     |
| América de Cali · (cedido) · Colombia | 2017                | 0     | 0     | 4     | 0     | -             | -             | 4     | 0     |
| América de Cali · (cedido) · Colombia | Total               | 0     | 0     | 4     | 0     | 0             | 0             | 4     | 0     |
| Atlético Huila · (cedido) · Colombia  | 2018                | 9     | 0     | 1     | 0     | -             | -             | 10    | 0     |
| Atlético Huila · (cedido) · Colombia  | Total               | 9     | 0     | 1     | 0     | 0             | 0             | 10    | 0     |
| Independiente Medellín · Colombia     | 2019                | 6     | 0     | -     | -     | -             | -             | 6     | 0     |
| Independiente Medellín · Colombia     | Total               | 107   | 5     | 29    | 2     | 1             | 0             | 137   | 7     |
| Envigado FC · (cedido) · Colombia     | 2019                | 16    | 0     | -     | -     | -             | -             | 20    | 0     |
| Envigado FC · (cedido) · Colombia     | 2020                | 4     | 0     | -     | -     | -             | -             | 4     | 0     |
| Envigado FC · (cedido) · Colombia     | Total               | 20    | 0     | 0     | 0     | 0             | 0             | 24    | 0     |
| Total en su carrera                   | Total en su carrera | 170   | 10    | 47    | 3     | 1             | 0             | 218   | 13    |

## Palmarés

### Campeonatos nacionales
| Título              | Club                   | País     | Año  |
| ------------------- | ---------------------- | -------- | ---- |
| Torneo Finalización | Independiente Medellín | Colombia | 2009 |
| Torneo Apertura     | Independiente Medellín | Colombia | 2016 |